# Johan van Rummen
Johan van Rummen, ook wel Johannes van Eppes (Frans: Jean d'Eppes) of Johan II van Luik, was een vooraanstaand geestelijke in het prinsbisdom Luik in de 13e eeuw. Hij was onder andere proost van het Sint-Lambertuskapittel en vanaf 1229 tot aan zijn dood de 41e bisschop van Luik.

## Biografische schets
Van Rummen was een telg uit een adellijke familie in de Zuidelijke Nederlanden. Hij was een zoon van Margaretha van Pierrepont, en een neef van zijn voorganger Hugo II van Pierrepont.
Hij was proost van de Sint-Lambertuskathedraal van Luik sinds 1202. Na de dood van zijn voorganger Hugo II van Pierrepont werd hij met eenparigheid van stemmen verkozen tot rijksbisschop van Luik. Zijn verkiezing op 24 mei 1229 vond plaats voordat hij tot priester gewijd was. Dat gebeurde pas op 8 maart 1230. De volgende dag werd hij in Thuin door de aartsbisschop van Reims Henri de Dreux bevestigd als bisschop (hoewel Luik eigenlijk onder het aartsbisdom Keulen ressorteerde).
Tijdens zijn regering was het relatief rustig in de voorheen gespannen verhouding tussen Luik en Brabant. In 1233 kwam hij echter in conflict met het kapittel van Sint-Servaas in de tweeherig Luiks-Brabantse stad Maastricht. Na excommunicatie van het kapittel, haalde Johan in 1234 bakzeil na een interventie door Rooms-koning Hendrik VII.
Tijdens het beleg van het kasteel Poilvache werd hij ernstig ziek en overleed te Dinant op 30 april (of 2 mei?) 1238. Na een opvolgingsstrijd werd hij opgevolgd door Willem van Savoye.
- Biblioteca Nacional de España: XX1135481
- Gemeinsame Normdatei: 119431513
- International Standard Name Identifier: 0000 0000 6121 9808
- Nederlandse Thesaurus van Auteursnamen: 098776401
- Virtual International Authority File: 86849193
- WorldCat: E39PBJwmQxwwcGGjGtMbT8BwYP